# Mascotte

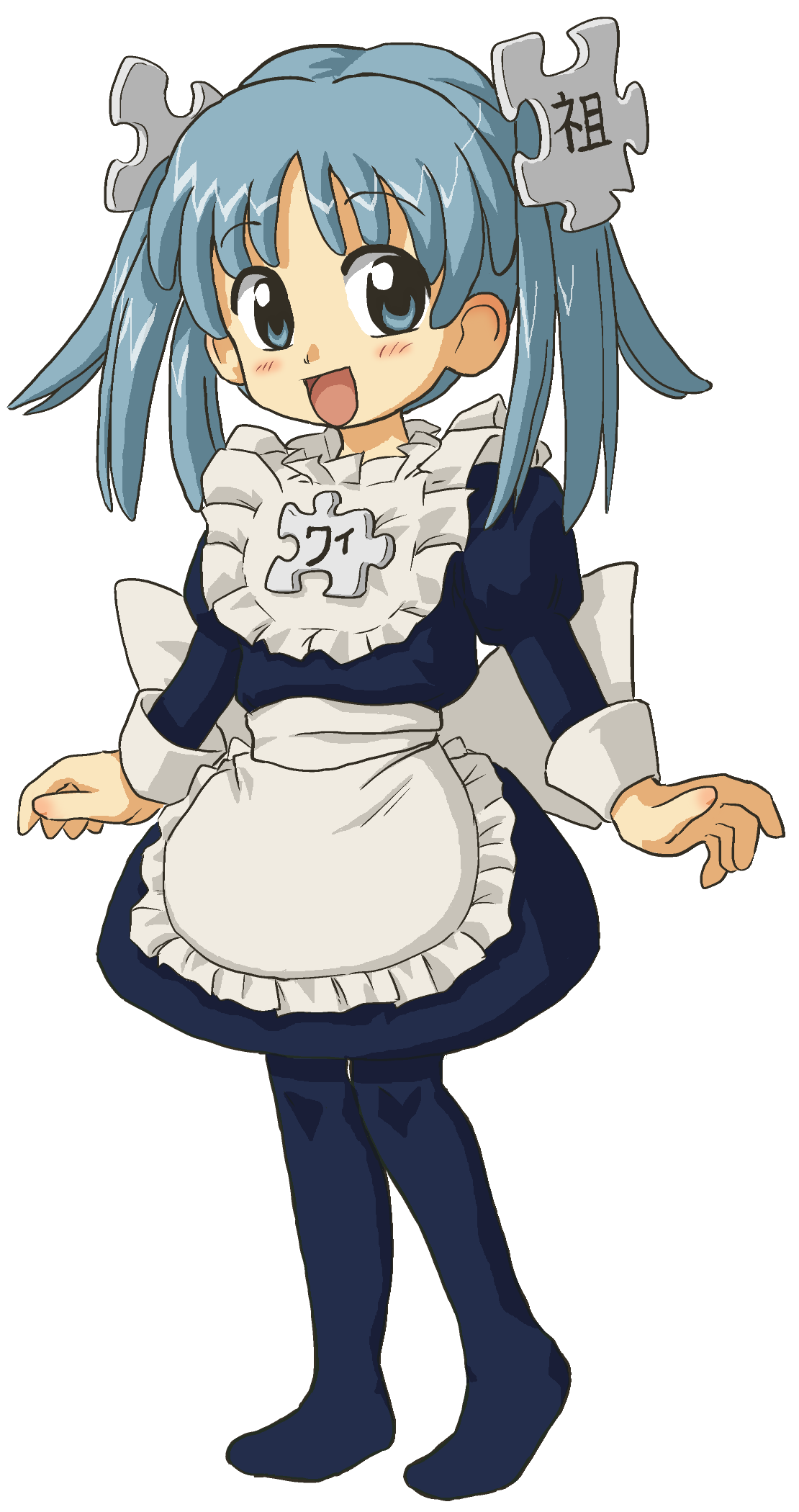
Wikipe-tan, mascotte del progetto anime e manga di Wikipedia.

La mascotte è un personaggio immaginario che, solitamente, rappresenta una marca, una squadra, un gruppo, un progetto, un evento, un programma televisivo o un luogo.

## Origine del termine
Deriva dal termine provenzale mascoto, "sortilegio"e "portafortuna".
Introdotto nella lingua francese dallo scrittore e poeta francese Frédéric Mistral, il termine venne diffuso in ambito internazionale dal compositore Edmond Audran, nel 1880, con l'opera La Mascotte. La parola è entrata nella lingua inglese nel 1881. Tuttavia, prima di questo, i termini erano familiari al popolo francese come una parola gergale usata dai giocatori d'azzardo. Il termine è un derivato della parola "masco" che significa maga o strega. Prima del XIX secolo la parola "mascotte" era associata a oggetti inanimati che sarebbero stati comunemente visti come una ciocca di capelli o una polena su una nave a vela. Ma da allora fino ai giorni nostri, il termine è stato associato ad animali portafortuna, oggetti, ecc.

## Mascotte sportive

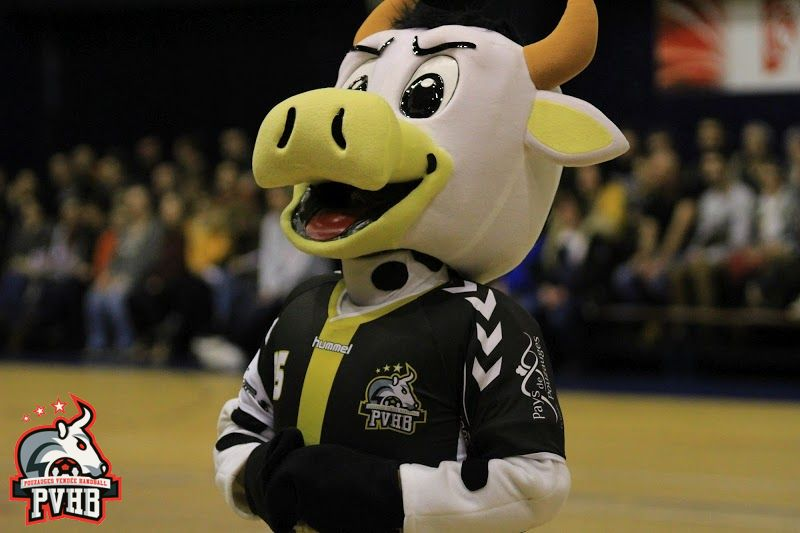
Mascotte sportiva della PVHB nel 2020.

Molte squadre sportive negli Stati Uniti hanno mascotte ufficiali, a volte rappresentate da umani in costume o persino animali vivi. Uno dei primi fu un animale tassidermico per i Chicago Cubs nel 1908, e successivamente un animale vivo utilizzato nel 1916 dalla stessa squadra. Hanno abbandonato il concetto poco dopo e sono rimasti senza un "cucciolo" ufficiale fino al 2014, quando hanno introdotto una versione che era una persona che indossava un costume. Le mascotte sportive negli Stati Uniti sono spesso utilizzate per aiutare a commercializzare le loro squadre al pubblico più giovane, in particolare ai bambini e ai bambini piccoli.
Nel Regno Unito alcune squadre hanno giovani tifosi diventati "mascotte". Questi rappresentanti a volte hanno problemi di salute, e l'apparenza è una concessione del desiderio, il vincitore di un concorso, o in altre circostanze. Le mascotte includono anche persone anziane come Mr England (Peter Cross), che sono invitate dalle associazioni sportive nazionali a essere mascotte per le squadre rappresentative.
Per gli European Aquatic Championship di Roma 2022, la Federazione Italiana Nuoto, ha organizzato un contest sui social al fine di scegliere tra 5 cani brevettati come unità cinofile da salvataggio in mare, il cane che sarebbe stato la mascotte degli Europei 2022. A seguito di uno straordinario ex aequo, sono stati eletti mascotte due cani: GASTONE, cane di terranova; e LEA, golden retriver.
La Federazione, in persona del suo Presidente Paolo Barelli, ha specificato che la decisione di avere una mascotte vivente, che poi sarà replicata in peluche, nasce dal proposito di valorizzare ulteriormente l’importanza dei processi di salvaguardia della vita umana nell’ambito delle operazioni preventive e di soccorso dei bagnanti.

## Mascotte aziendali

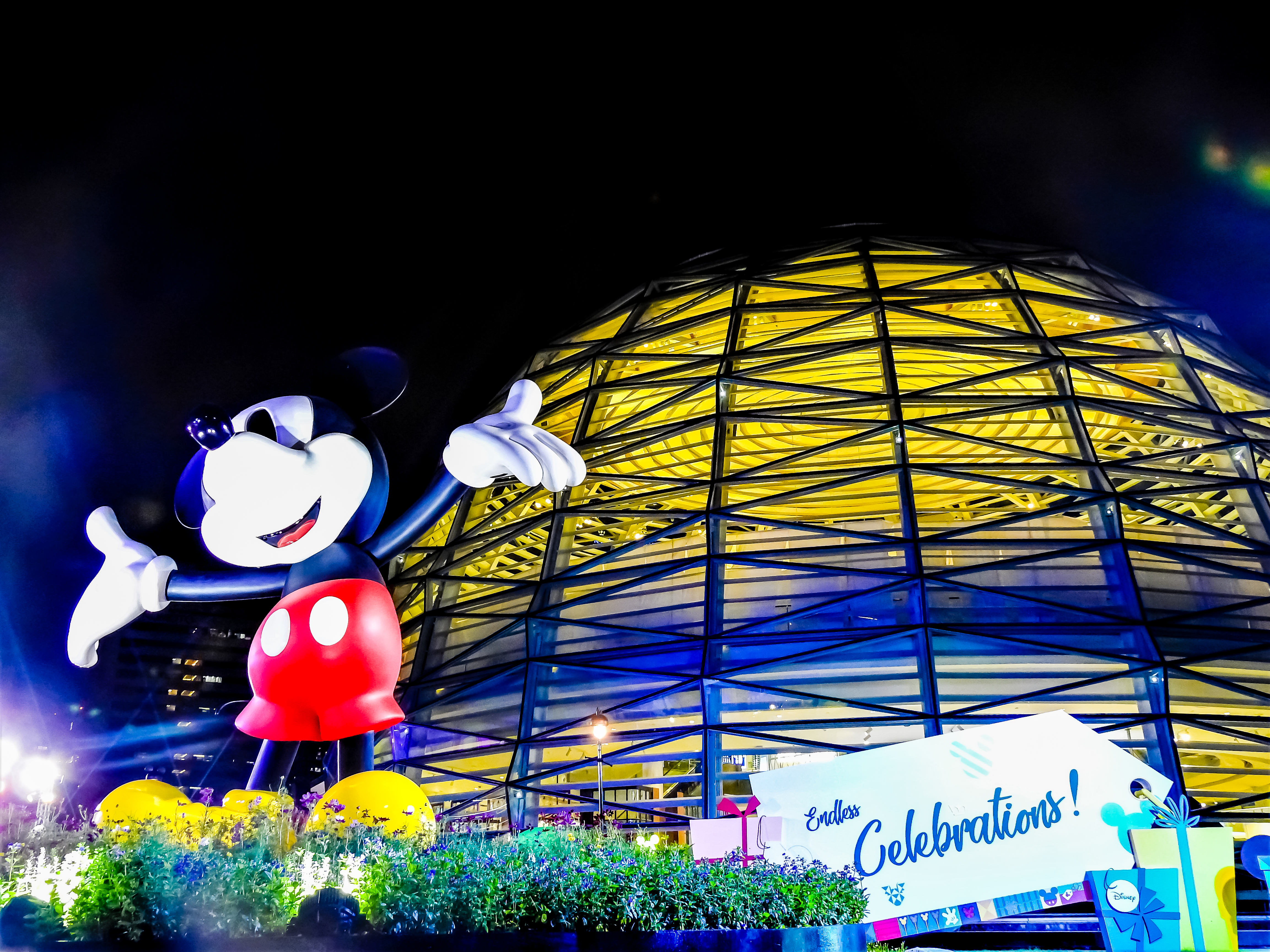
Topolino si trova spesso come mascotte a Disneyland Paris.

Mascotte o personaggi pubblicitari sono molto comuni nel mondo aziendale. Le mascotte riconoscibili includono il ghepardo Chester Cheetah della Cheetos, L'elfo della Keebler, i ragazzi della Fruit of the Loom, Topolino per la Disney, il ragazzo Pizza Pizza della Little Caesars, l'orso per la Coca-Cola e il pavone della NBC. Questi personaggi sono in genere conosciuti senza nemmeno dover fare riferimento all'azienda o al marchio. Le mascotte possono fungere da ambasciatrici del marchio dove la pubblicità non è consentita. Ad esempio, molte mascotte aziendali possono partecipare a eventi senza scopo di lucro o sport e promuovere il proprio marchio intrattenendo la folla. Alcune mascotte sono semplicemente cartoni animati o mascotte virtuali, altre sono personaggi di spot pubblicitari e altre sono in realtà create come costumi e appariranno di persona di fronte al pubblico in occasione di fiere o eventi.

## Mascotte scolastiche

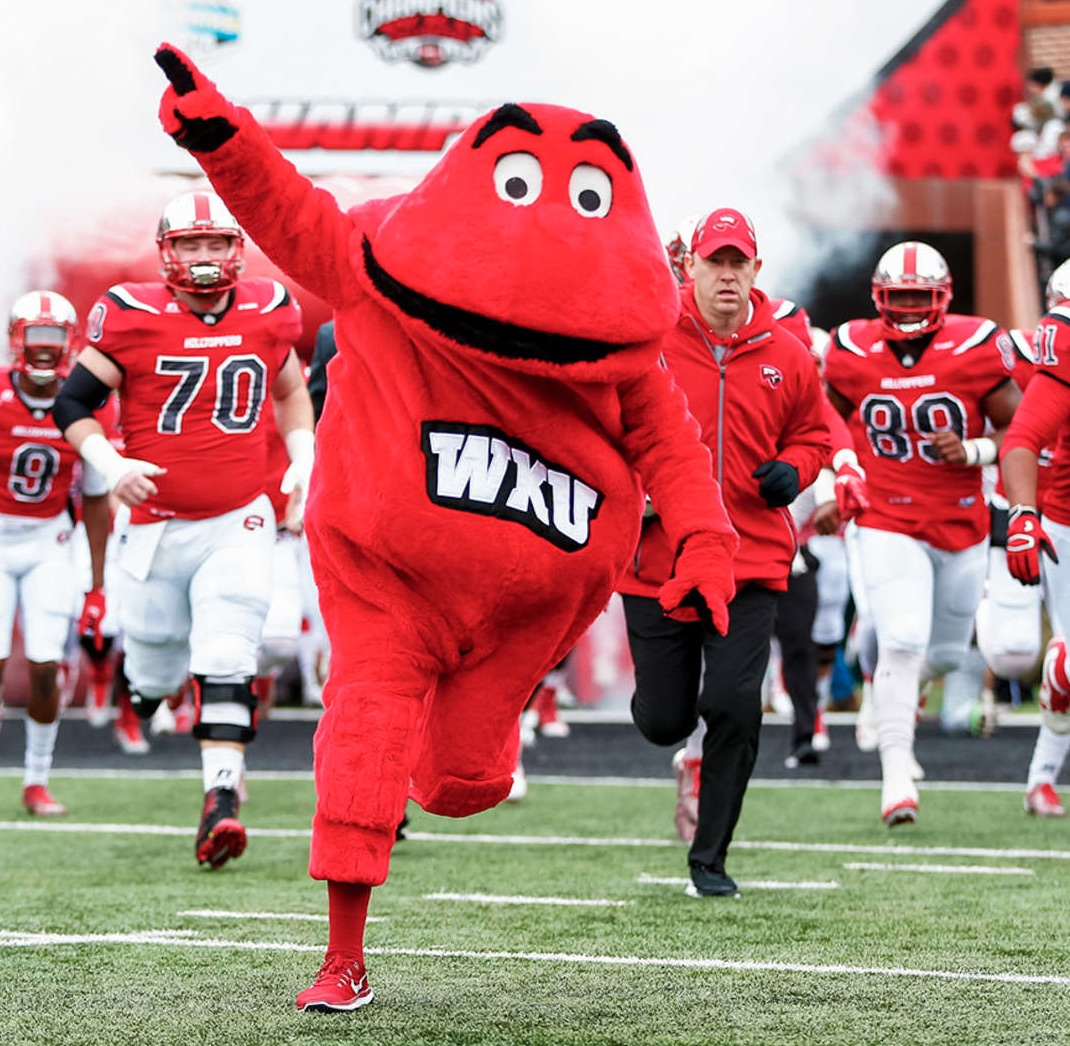
Big Red, mascotte della WKU.

Le scuole superiori, i college e persino le scuole medie ed elementari americane in genere hanno mascotte. Molte mascotte di college e università hanno iniziato come animali vivi come bulldog e orsi che hanno partecipato a eventi sportivi. Oggi le mascotte sono solitamente rappresentate da personaggi animati, sculture del campus e studenti in costume che partecipano a eventi sportivi, raduni di ex studenti e altri eventi del campus. Ad esempio Big Red è la mascotte della Western Kentucky University.

## Mascotte internazionali e olimpiche

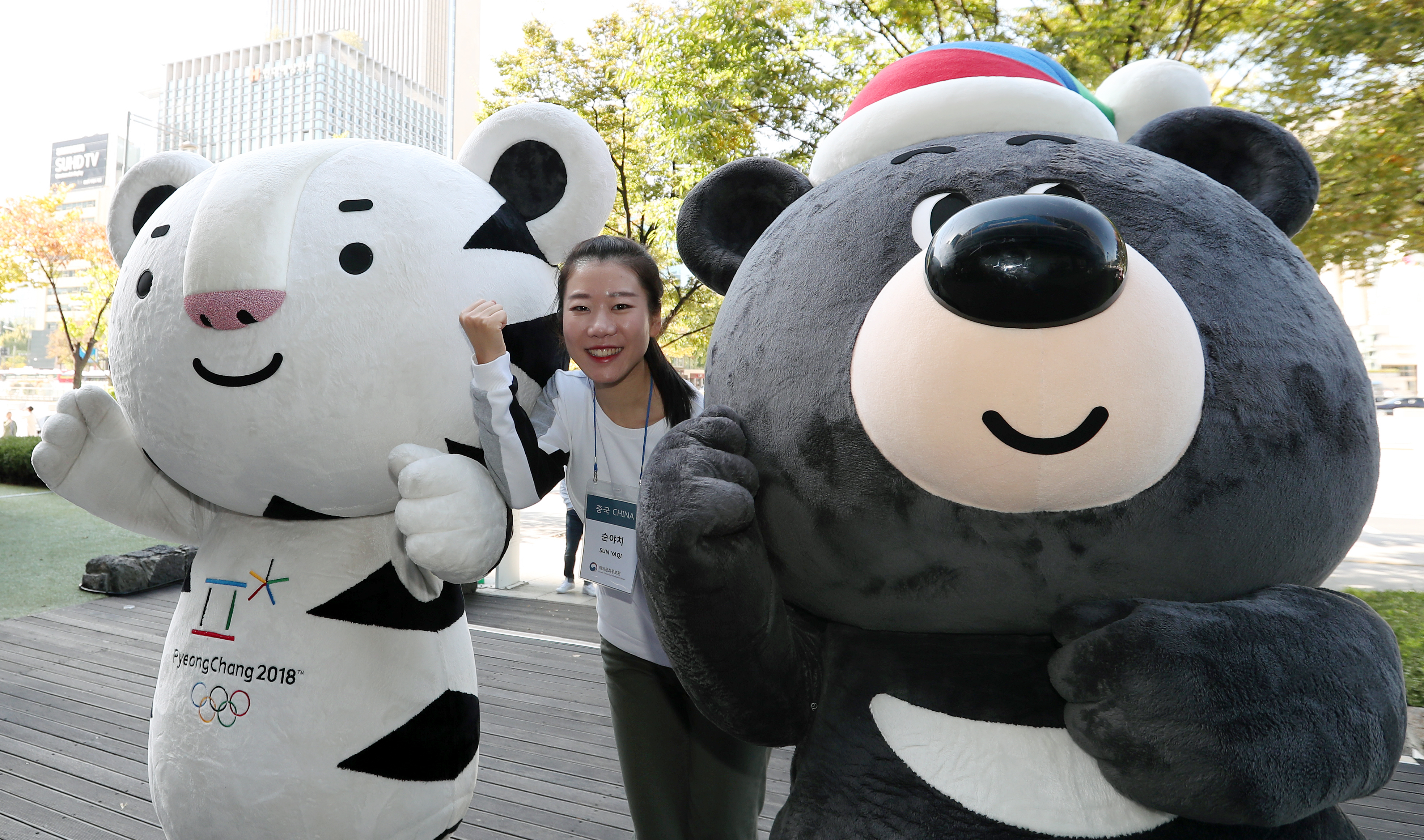
Soohorang (a sinistra) e Bandabi (a destra) sono state le mascotte delle Olimpiadi invernali 2018 e delle Paralimpiadi invernali 2018 rispettivamente a Pyeongchang, in Corea del Sud.

Le mascotte utilizzate per i giochi olimpici estivi e invernali sono personaggi immaginari, in genere una figura umana o un animale originario del paese in cui si svolgono i Giochi olimpici di quell'anno. Le mascotte vengono utilizzate per invogliare il pubblico e portare gioia ed eccitazione ai festeggiamenti delle Olimpiadi. Allo stesso modo, molte esposizioni internazionali dal 1984 hanno avuto mascotte che rappresentano in qualche modo la loro città ospitante, a cominciare dalla mascotte della Louisiana World Exposition del 1984 chiamata Seymore D. Fair.
Dal 1968 quasi tutte le città che hanno ospitato i Giochi Olimpici Estivi o Invernali hanno ideato e promosso una mascotte che legasse alla cultura del Paese ospitante il “marchio” complessivo dei Giochi di quell'anno. Le mascotte dei giochi olimpici invernali/estivi recenti includono Miga, Quatchi, Mukmuk (Vancouver, 2010), Wenlock e Mandeville (Londra, 2012), Bely Mishka, Snow Leopard, Zaika (Sochi, 2014) e Vinicius e Tom (Rio, 2016), tutti diventati simboli iconici nei rispettivi paesi. Dal 2010 è consuetudine che i giochi olimpici e paralimpici abbiano ciascuno le proprie mascotte, che vengono presentate insieme. Ad esempio, le Olimpiadi estive del 2020 a Tokyo sono state rappresentate da Miraitowa, mentre le Paralimpiadi estive del 2020 sono state rappresentate da Someity, ed entrambe appaiono spesso insieme nei materiali promozionali.

## Mascotte del governo

### Yuru-chara

Esempi di Yuru-chara.

In Giappone molti comuni hanno delle mascotte, conosciute come Yuru-chara (ゆるキャラ? Sistema Hepburn: "yuru kyara"). Yuru-chara è anche usato per riferirsi a mascotte create dalle aziende per promuovere i loro prodotti.

### Mascotte della NASA
Camilla Corona SDO è la mascotte di missione per la NASA's Solar Dynamics Observatory (SDO) e assiste la missione con Education and Public Outreach (EPO).

### Mascotte militari
Le mascotte sono anche popolari nelle unità militari. Ad esempio, il Corpo dei Marines degli Stati Uniti usa il Bulldog inglese come mascotte, mentre l'Esercito degli Stati Uniti usa il mulo, la Marina degli Stati Uniti usa la capra e l'Aeronautica degli Stati Uniti usa il Girfalco.

### Orso Smokey
Il servizio forestale degli Stati Uniti utilizza la mascotte Smokey Bear (un orso vestito da ranger) per sensibilizzare ed educare il pubblico sui pericoli degli incendi imprevisti causati dall'uomo.

## Nella musica

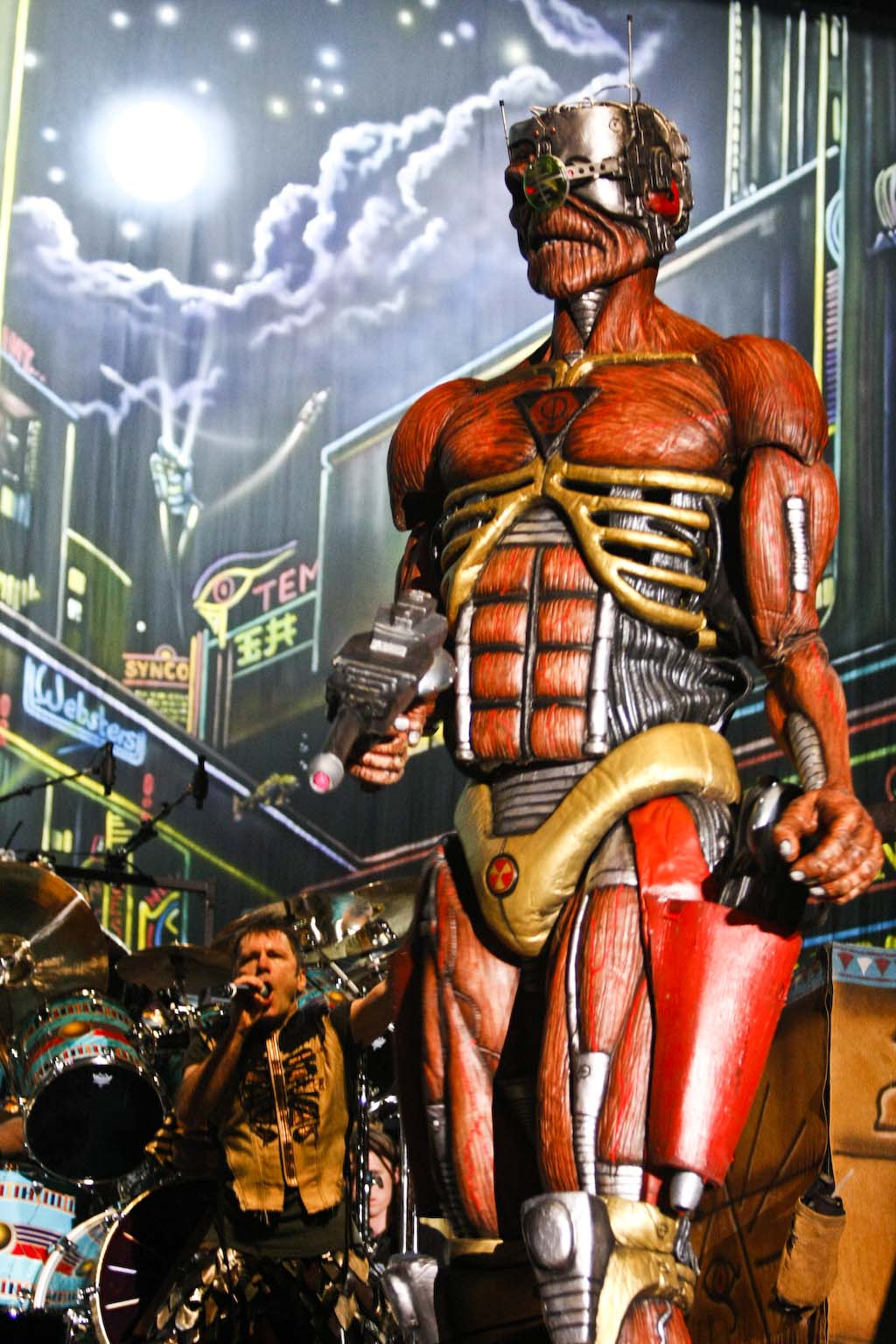
Eddie, mascotte degli Iron Maiden

Alcune band, in particolare nel genere heavy metal, usano le mascotte della band per promuovere la loro musica. Le mascotte si trovano solitamente sulle copertine degli album o su merchandising come le magliette delle band, ma possono anche fare apparizioni in spettacoli dal vivo o video musicali. Un esempio di una mascotte band è Eddie della inglese heavy metal band Iron Maiden. Eddie è una creatura simile a uno zombi che è personificata in diverse forme su tutti gli album della band, la maggior parte dei suoi singoli e alcuni dei suoi prodotti promozionali. Eddie è anche noto per fare apparizioni dal vivo, specialmente durante la canzone "Iron Maiden".
Un altro notevole esempio di mascotte nella musica è Skeleton Sam dei The Grateful Dead. La band hip hop sudcoreana BAP usa conigli di nome Matoki come mascotte, ogni coniglio di un colore diverso che rappresenta ogni membro. Sebbene i conigli abbiano un'immagine innocente, i BAP emanano un'immagine dura. L'artista hip hop Kanye West usava come mascotte un orsacchiotto chiamato Dropout Bear; esso è apparso sulla copertina dei primi tre album in studio di West ed è stato il personaggio principale del video musicale di West, "Good Morning".
Il dibattito riguardo a se un "hype-man" possa essere legittimamente considerato la mascotte di un'organizzazione hip-hop è oggetto di dibattito attivo all'interno dei circoli accademici hip-hop. Tuttavia, i sondaggi locali nelle regioni interessate suggeriscono l'accettazione dell'"hype-man" come legittima mascotte organizzativa.

## In televisione
Alcune serie televisive possono avere mascotte, come il robot Cleatus per Fox Sports e Fox NFL Sunday.

## Galleria d'immagini

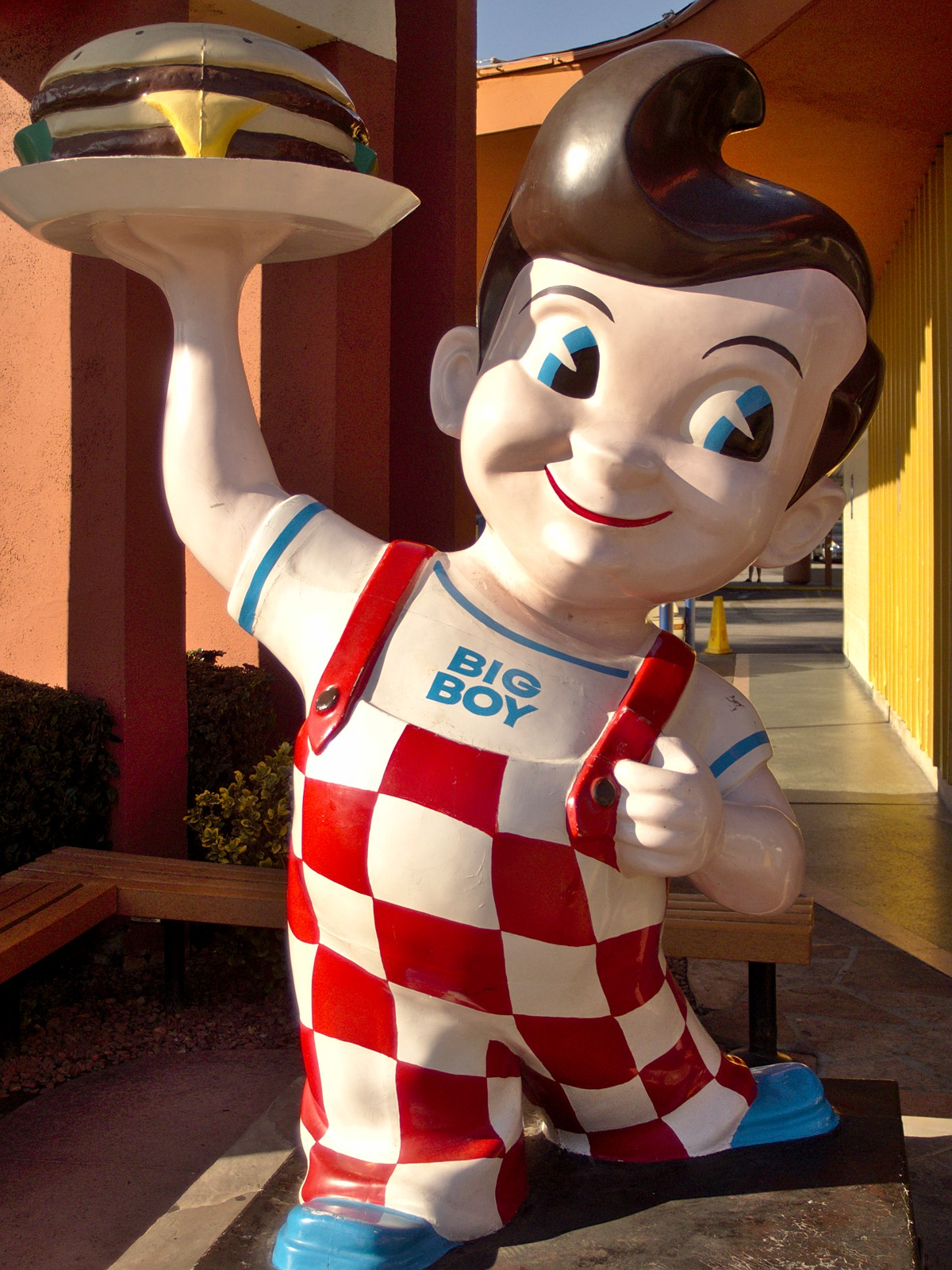
La catena americana Big Boy Restaurants presenta statue della loro mascotte pubblicitaria, "Big Boy", in molte delle loro sedi.
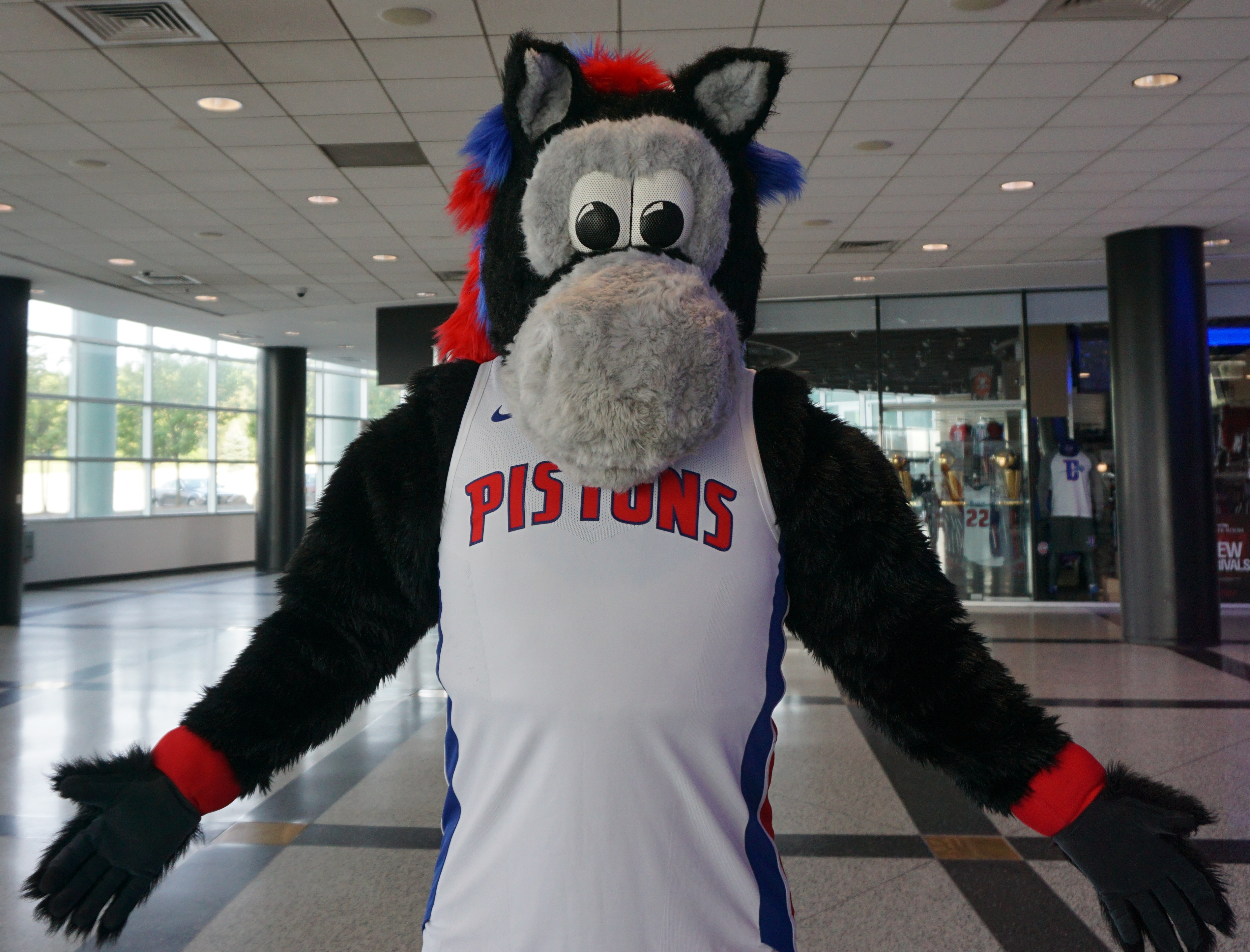
Hooper è la mascotte della squadra della Detroit Pistons National Basketball Association.
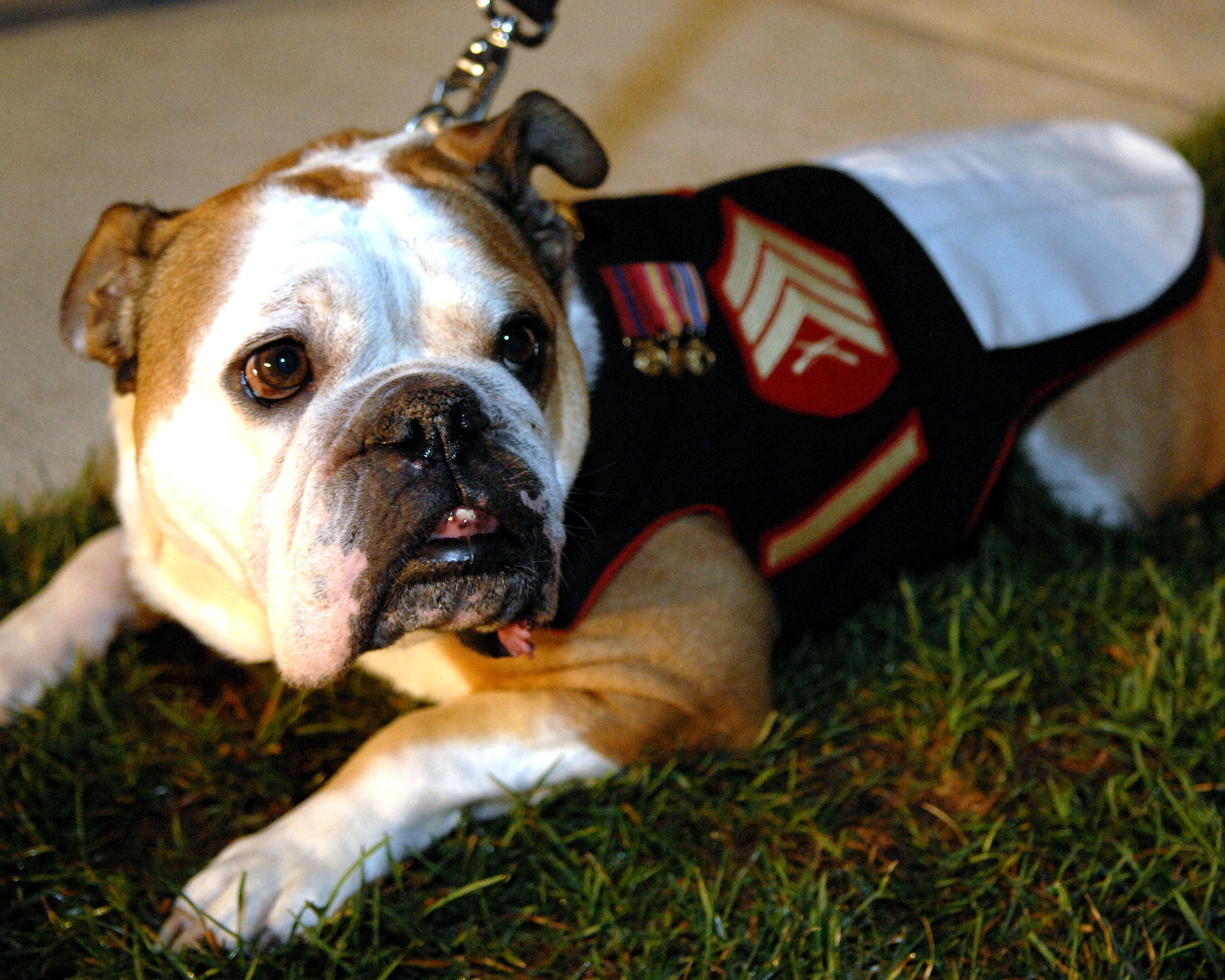
Chesty XII è stata la mascotte ufficiale della United States Marine Barracks, Washington, DC dal 2002 al 2008.
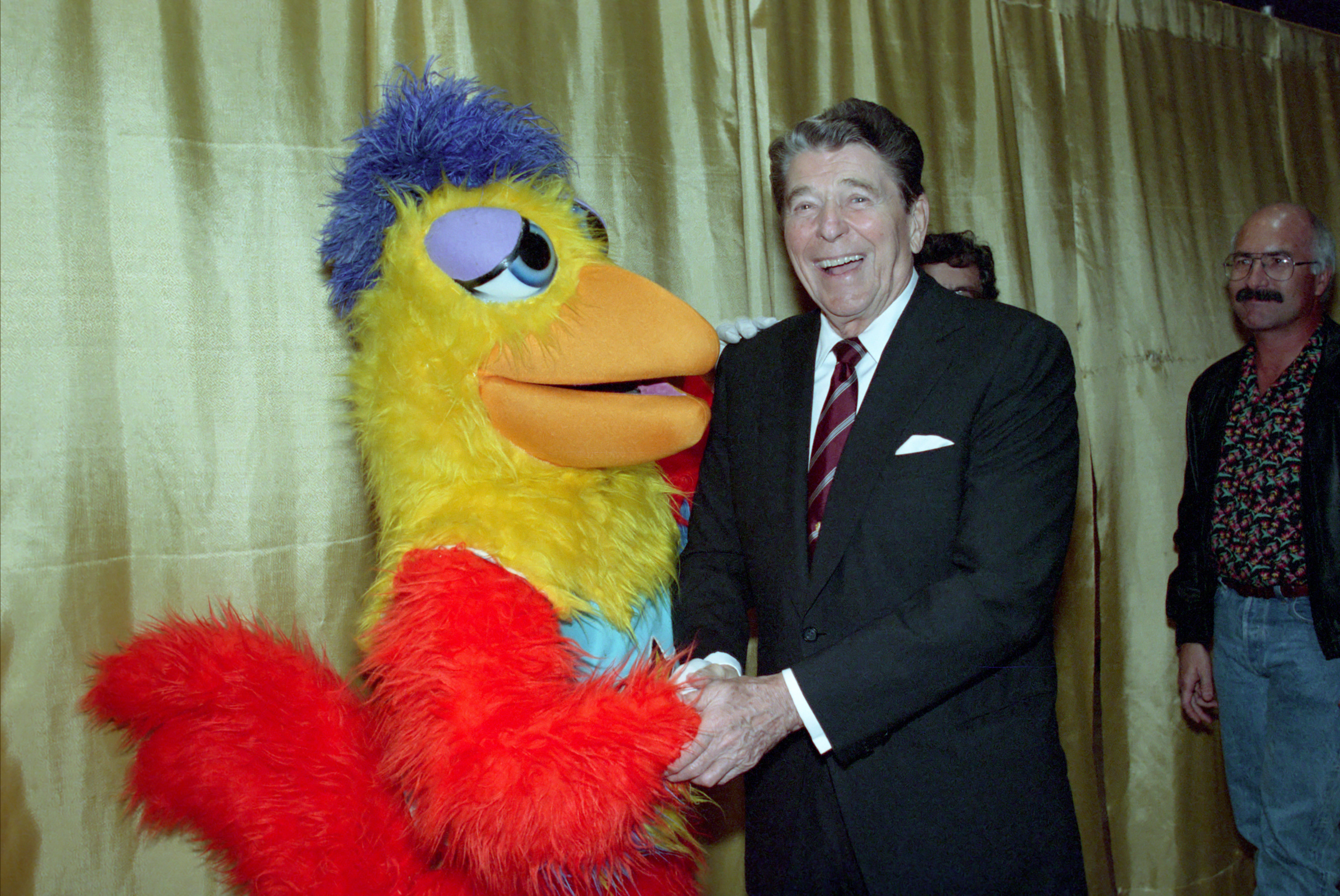
Il pollo di San Diego, interpretato da Ted Giannoulas, era un alimento base nell'area di San Diego negli anni '70 e '80. Sulla destra c'è il presidente degli Stati Uniti Ronald Reagan in una tappa della campagna elettorale a San Diego durante le elezioni del 1988.
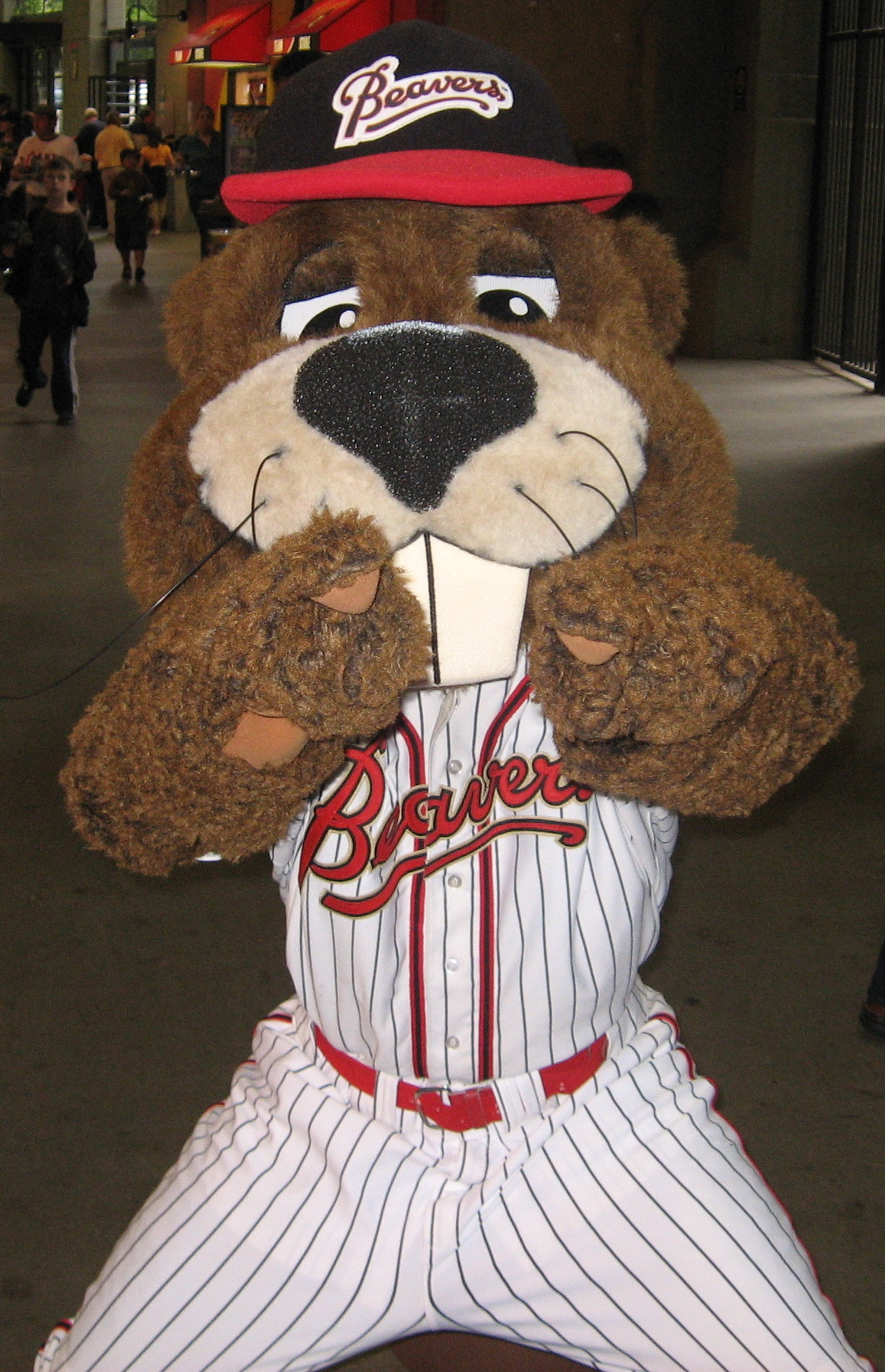
Boomer Beaver (fotografato nel 2007) era la mascotte dei Portland Beavers, una squadra di baseball della Minor League ormai defunta.
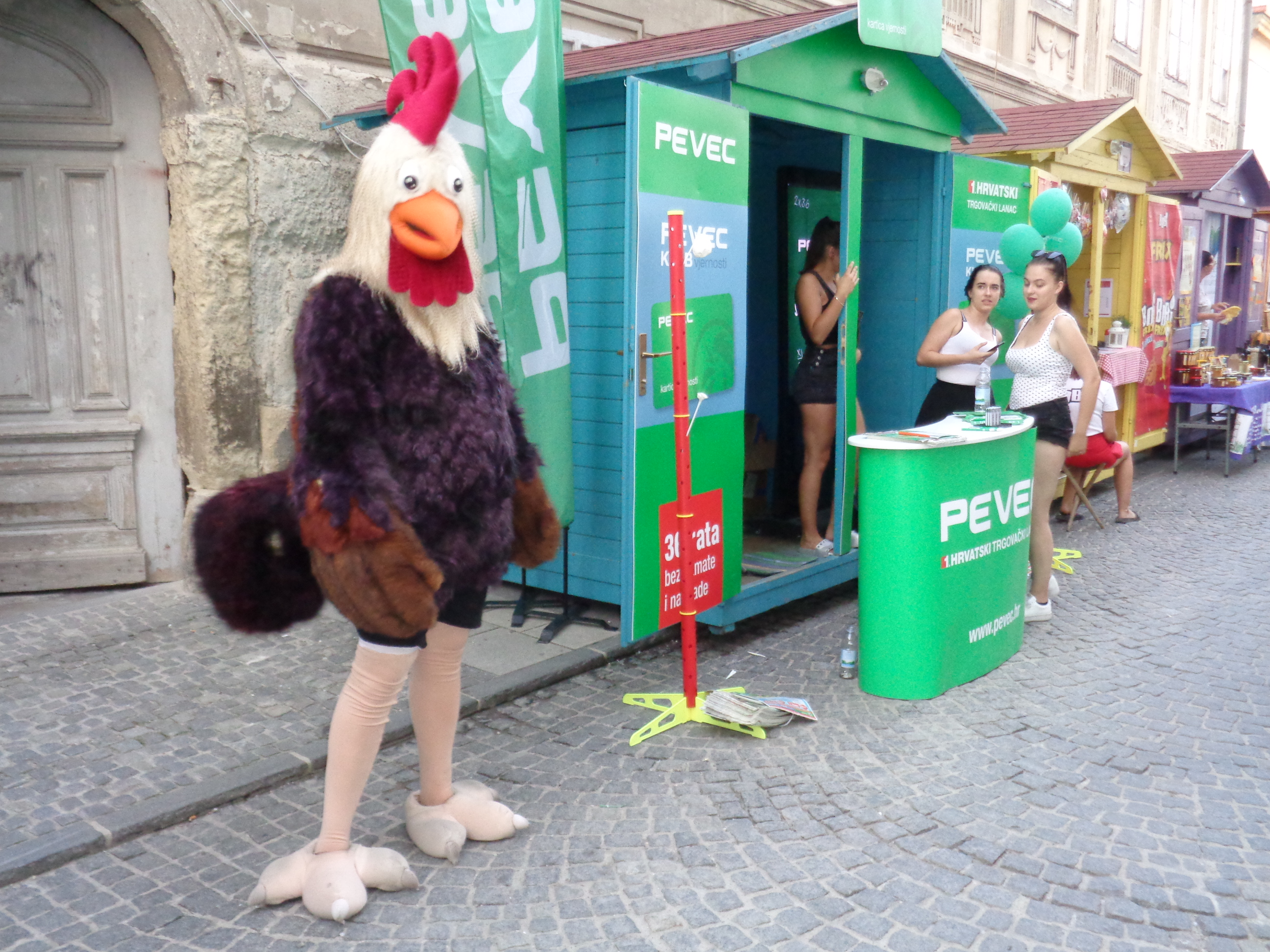
Il gallo è la mascotte di un'azienda in Croazia.